# 로브로 마예르
로브로 마예르(크로아티아어: Lovro Majer, 1998년 1월 17일~)는 크로아티아의 축구 선수이다. 포지션은 공격형 미드필더이며, 현재 독일 분데스리가의 VfL 볼프스부르크에서 활약하고 있다.